# Colégio
Colégio és un barri de la Zona Nord del municipi de Rio de Janeiro. Forma part de la regió administrativa d'Irajá juntament amb els barris d'Irajá, Vicente de Carvalho, Vila Kosmos, Vila da Penha i Vista Alegre.
Limita amb els barris d'Irajá, Rocha Miranda i Coelho Neto.
El seu IDH, l'any 2010, era de 0,762, el 108 millor barri del municipi.

## Característiques

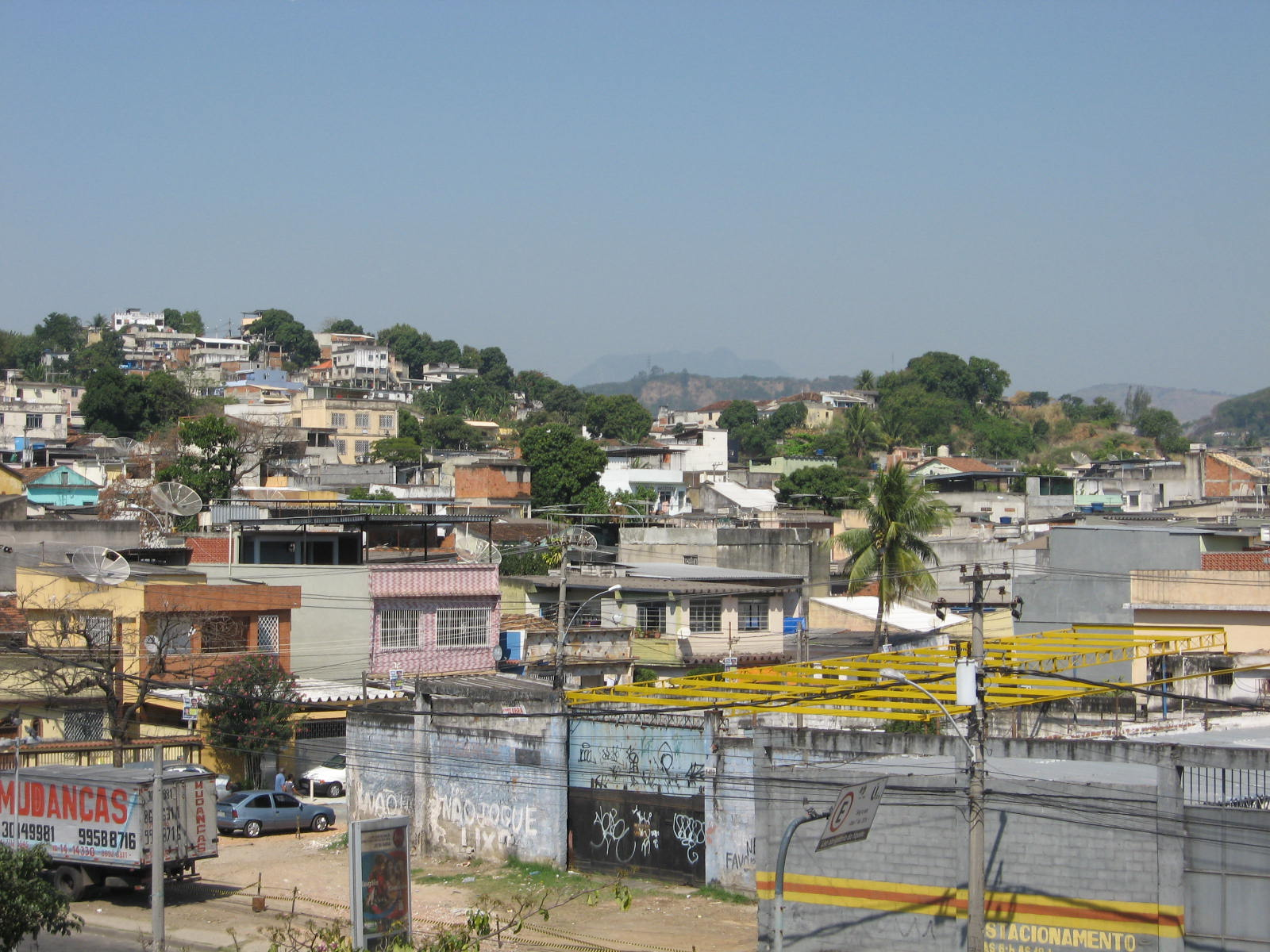
Vista del barri de Colégio

El barri barreja les característiques d'un barri industrial amb les d'un barri residencial. Localitzat entre Irajá, Coelho Neto, Vaz Lobo, Rocha Miranda i Turiaçu.
Té comunitats necessitades en el seu territori: les comunitats Para Paz (Para Pedro o Vila São Jorge), Jorge Turco (Moro da Caixa D'Água) i morro do Faz Quem Quer (Serra do Sossego).
El medallista olímpic Robson Caetano va créixer al lloc conegut com a "Sangue Areia".
El barri va ser escollit per acollir el 41è Batalló de Policia Militar, situat a l'avinguda Pastor Martin Luther King Júnior, al límit del barri de Coelho Neto.
La inauguració de l'estació de metro Colégio el 1998 va donar a conèixer el barri no només a la zona nord, sinó principalment a la zona sud.